# Barranc de Carrasquer

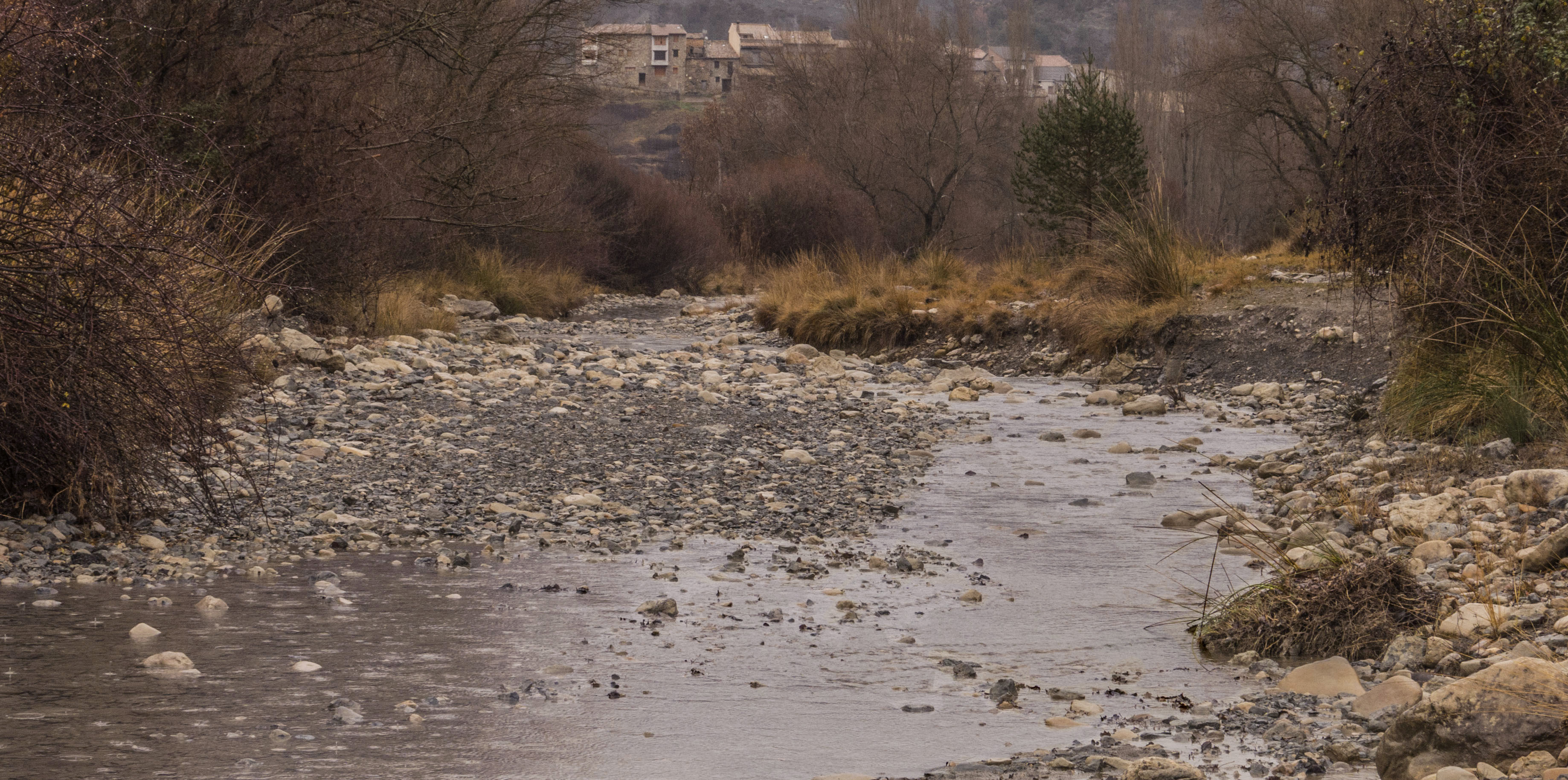
Barranc i la Pobla de Roda

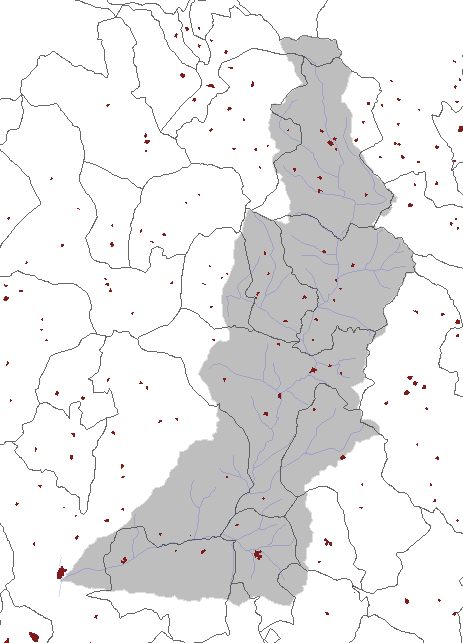
La conca hidrogràfica de l'Isàvena i els nuclis i municipis que abraça

El barranc de Carrasquer (Congrusto en aragonès) és un afluent del riu Isàvena, situat en el municipi d'Isàvena, a la Baixa Ribagorça de l'Aragó. Neix a la serra del Jordal i rep d'aquesta serra la major part de les aigües. Neix també en aquesta serra la riera de Vacamorta, afluent de l'Éssera, però aquesta va en direcció oest. Les aigües del barranc de Carrasquer baixen cap a l'est entre la serra del Jordal i la serra d'Esdolomada, al costat de la carretera CR-326, que surt de la Pobla de Roda en direcció a Carrasquer (poble del que rep el nom el barranc), Esdolomada i Merli. Desemboca en el riu Isàvena a la Pobla de Roda.

## Afluents

### Serra d'Esdolomada
- Barranc de Rigallanz
- Barranc de Torrontiello o Torrontillo[4]
- Barranc Canyemà o de La Font[5]

### Serra del Jordal
- Barranc del Vedau
- Barranc de Congustro[4]
- Barranc de Comacentre
- Barranc de Vayart
- Barranc de Runals[6]

## Imatges del Congustro de Carrasquer

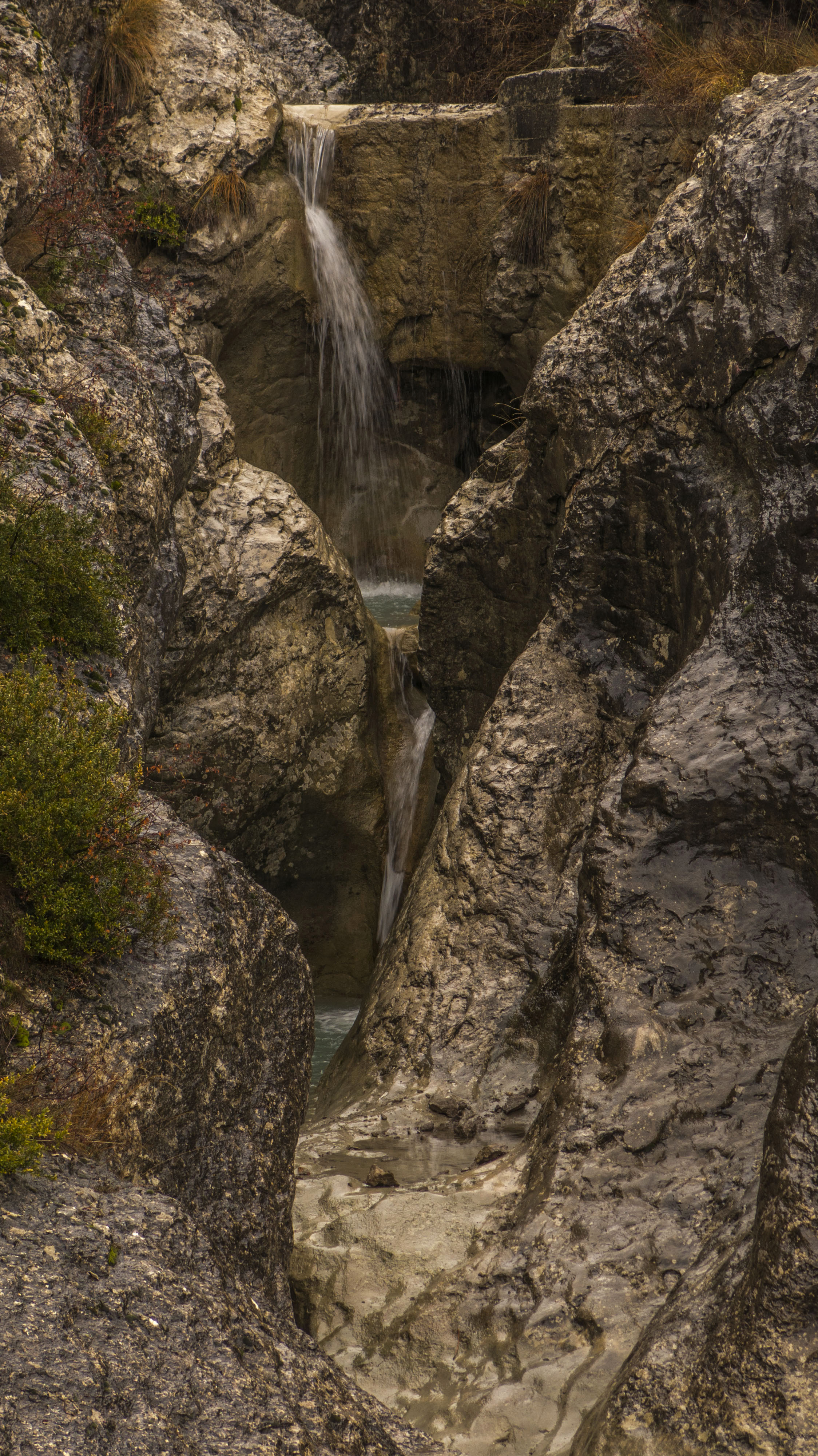
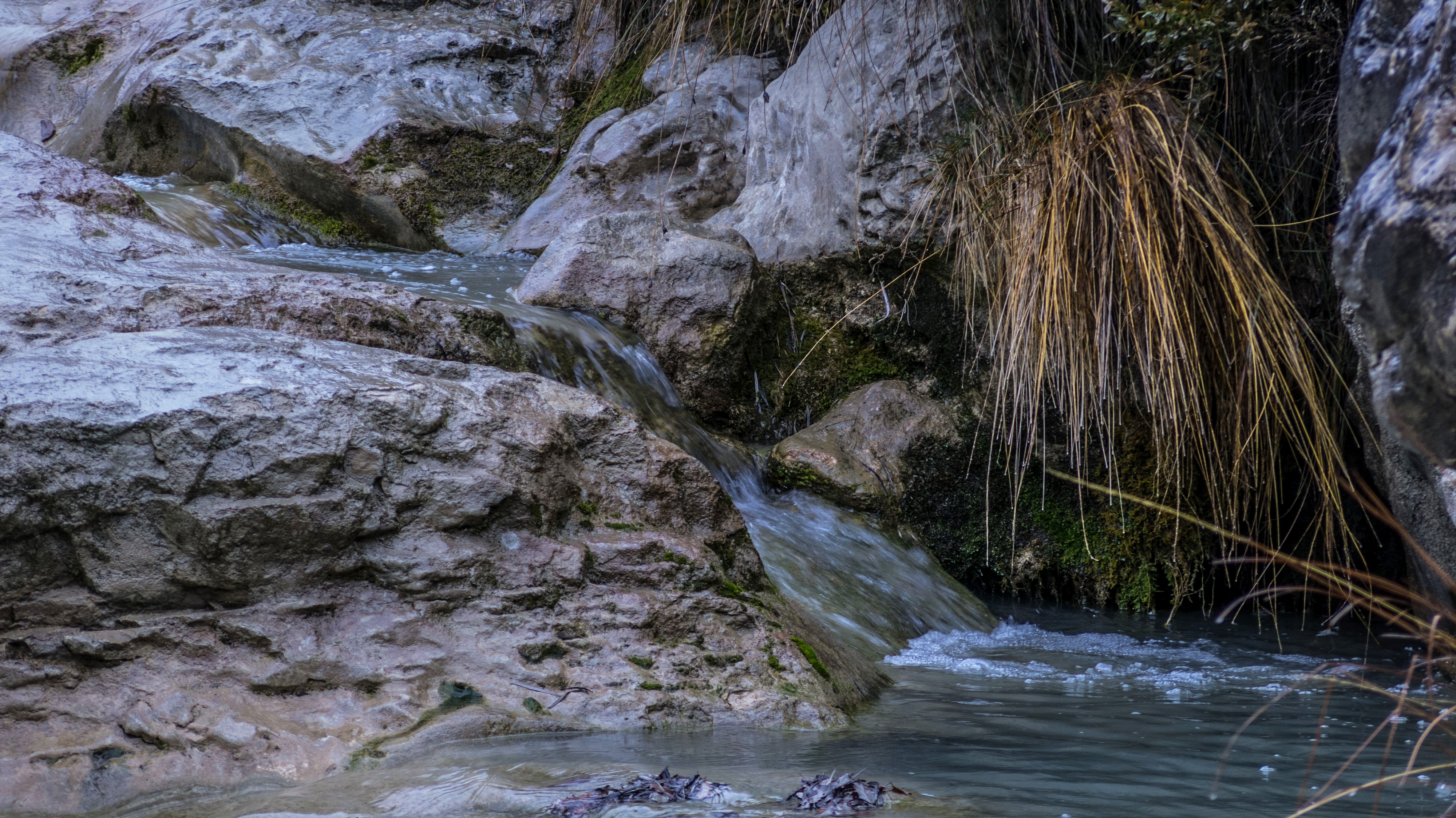
Congost
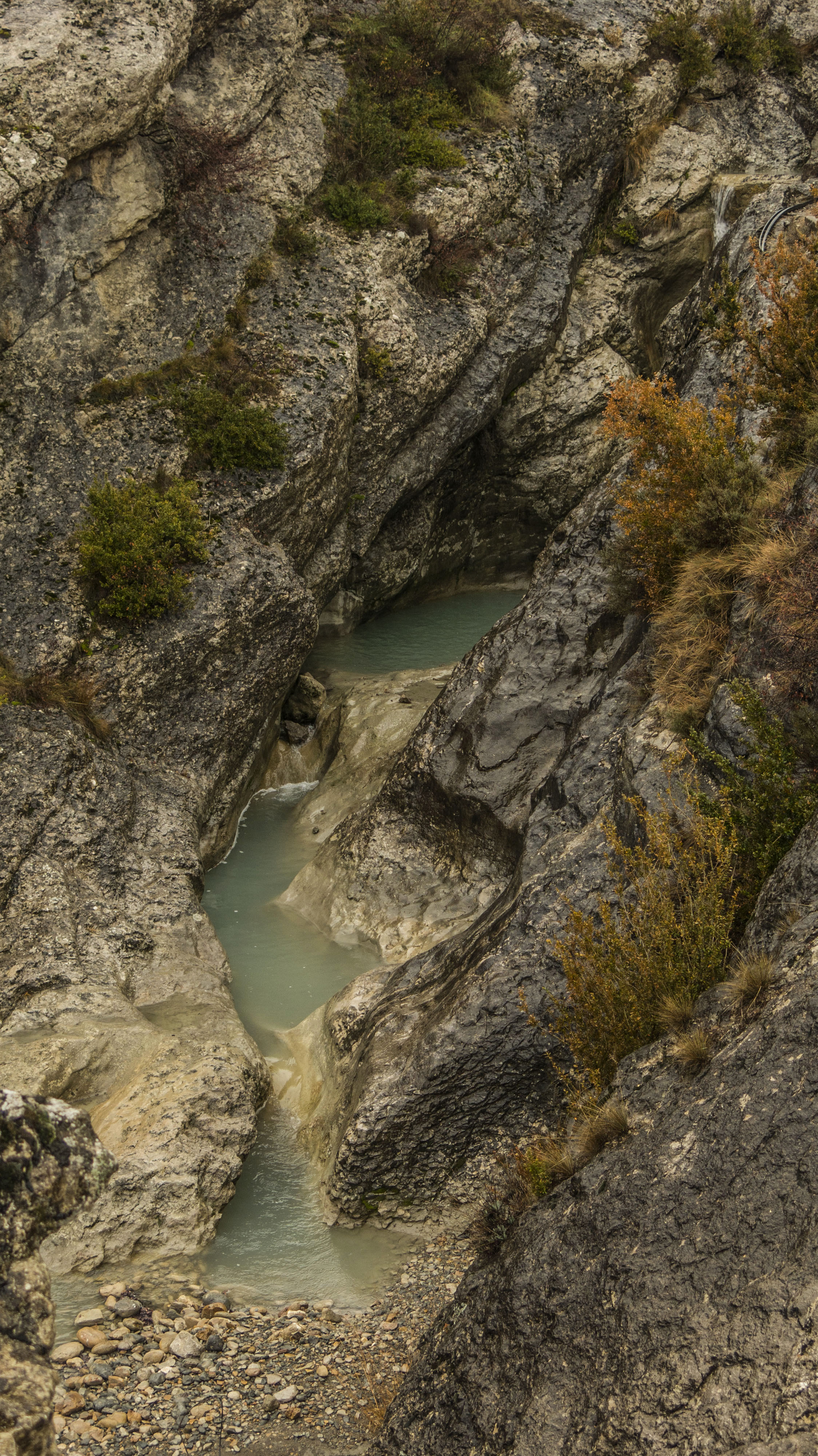